# نازگول
نازگول یا نَزگول (انگلیسی: Nazgûl؛ از زبان سیاه: nazg، «حلقه»، و gûl، «شبح، روح») که با نام سواران سیاه و نیز اشباح حلقه و نه نفر معروفند، شخصیت‌هایی تخیلی در سرزمین میانه اثر جی. آر. آر. تالکین هستند. آن‌ها نه نفر انسان بودند که از طریق در دست کردن حلقه‌های قدرت تسلیم قدرت سائورون شدند. حلقه‌ها به آن‌ها جاودانگی بخشید، اما آنها را به اشباح نامرئی کاهید؛ بندگانی که به قدرت حلقه یگانه وابسته و کاملاً تحت کنترل سائورون هستند.

## تاریخچه

یک نازگول

در دوران دوم سائورون به نه شاه از انسان‌ها نه حلقه قدرت را هدیه داد که آن‌ها را تا ابد جاودان نگاه می‌داشت ولی طمع شاهان باعث شد که آن‌ها رفته رفته جاه و مقام خود را از دست بدهند غافل از اینکه سائورون حلقه‌ای قدرتمندتر از تمام حلقه‌ها برای خود در اعماق کوه هلاکت ساخته است. در نهایت کار به جایی رسید که هر نه پادشاه محکوم شدند تا ابد به عنوان برده‌های سائورون خدمت کنند. در طول هزاران سال آن‌ها کم‌کم شکل انسانی خود را از دست دادند. آن‌ها همواره شنلی سیاه می‌پوشند و صورتشان قابل دیدن نیست هرچند گاهی اوقات چشمهای قرمز رنگشان در تاریکی شب مشخص می‌شود. در کتاب دو برج از آن‌ها به عنوان مالکان فل بیست (به انگلیسی: fell beast) یاد می‌شود.

### فل بیست
فل بیست یا شاهین جهنم موجودی اژدها مانند و سیاه رنگ است که بسیار قدرتمند و قدیمی است و در طول زندگی اش فقط از یک صاحب فرمان می‌برد.

## هویت نازگول‌ها
یکی از آن‌ها از پادشاهان ایسترلینگ‌ها به نام خامول (سایهٔ شرق) بوده است. سه تن دیگر من جمله ویچ‌کینگ به حتم از بزرگان نومِنور بودند. جز این اطلاع دیگری از ایشان نیست.

## پادشاه جادوگر
پادشاه جادوگر آنگمار به عنوان ارباب نازگول‌ها شناخته می‌شد. او فوق‌العاده قدرتمند بود به‌طوریکه ادعا می‌شد هیچ مرد زنده‌ای نمی‌تواند او را بکشد. او سرانجام در جنگ گاندور به دست ائووین که یک زن بود و با کمک مریادوک برندی باک که خنجری را به کشکک زانوی او زد و به این وسیله جادوی محافظ او را از بین برد کشته شد.
نازگول‌ها از روی جیغشان که کر کننده است شناخته می‌شوند.